# Йота Близнецов
Йота Близнецов (лат. ι Geminorum), 60 Близнецов (лат. 60 Geminorum) — одиночная звезда в созвездии Близнецов на расстоянии приблизительно 120 световых лет (около 40 парсеков) от Солнца. Видимая звёздная величина звезды — +3,79m. Возраст звезды оценивается как около 4,16 млрд лет.

## Характеристики
Йота Близнецов — жёлтый гигант спектрального класса G9III. Масса — около 1,89 солнечной, радиус — около 10 солнечных, светимость — около 48 солнечных. Эффективная температура — около 4753 К.